# كوتارو كيوكا
كوتارو كيوكا (اليابانية: 清岡幸大郎، من مواليد 12 أبريل 2001) هو لاعب مصارعة حرة ياباني يتنافس في فئة 65 كيلوجرامًا. مثل اليابان في دورة الألعاب الأولمبية الصيفية 2024، حيث أصبح حامل لقب بطل أولمبي في المصارعة الحرة للرجال. عندما فاز على الإيراني رحمان عموزاد خليلي بنتيجة 10-3 ليحرز  الميدالية الذهبية في المصارعة الحرة لوزن 65 كيلوغراما ضمن  دورة الألعاب الأولمبية الصيفية في باريس ويحقق كييوكا البالغ من العمر 23 عامًا، والذي يشارك لأول مرة في الأولمبياد، الميدالية الذهبية السابعة لليابان في المصارعة في دورة باريس، وسار على خطى مواطنه تاكوتو أوتوغورو الذي فاز بلقب المصارعة الحرة للرجال في وزن 65 كجم قبل ثلاث سنوات في دورة الألعاب الأولمبية الصيفية 2020 في طوكيو، اليابان.
تأهل من خلال الوصول إلى النهائيات في بطولة التصفيات الأولمبية الآسيوية 2024 ومن خلال الفوز بالتصفيات الأولمبية الوطنية، حيث هزم بطل العالم والأولمبي تاكوتو أوتوغورو.